# ニュージーランド特殊空挺部隊

ニュージーランド特殊空挺部隊(New Zealand Special Air Service)もしくは、第1ニュージーランドSAS大隊は、ニュージーランド軍の特殊部隊。宗主国イギリスの特殊空挺部隊(SAS)を参考に1955年に創設された。
偵察および対テロ作戦に特化したニュージーランド軍の精鋭部隊であり、ベトナム戦争、東ティモール国際軍への参加、イラクおよびアフガニスタンにおける対テロ戦争などを経験している。
2個SAS中隊およびコマンド中隊、破壊工作中隊、支援中隊によって編成されている。
標語はイギリスのSASと同じく「Who Dares Wins（挑む者に勝利あり／危険を冒す者が勝利する／敢えて挑んだ者が勝つ）」。